# Damas Ndumbaro
Damas Daniel Ndumbaro (* 14. Juni 1971) ist ein tansanischer Politiker. Er ist Mitglied der Partei Chama Cha Mapinduzi (CCM), Parlamentsmitglied und seit 2022 Minister für Justiz und Verfassung.

## Leben
Damas Ndumbaro wurde im Süden von Tansania in Songea geboren.

### Ausbildung
Er besuchte von 1978 bis 1983 die Mataka-Grundschule in Tunduru, danach ein Jahr die Grundschule in Mlingotini und von 1985 bis 1991 erst die weiterführende Schule in Ifakara dann die Songea Boys High School. Anschließend studierte er Rechtswissenschaft an der Universität Daressalam, wo er 1996 den Titel Bachelor und 2003 den Titel Master erlangte. Den Titel Ph.D. erwarb er 2013 an der Open University of Tanzania.

### Beruf
Damas Ndumbaro wurde 1999 in Tansania und 2004 in Sansibar als Rechtsanwalt zugelassen. Von 2003 bis 2006 arbeitete er für Air Tanzania und von 2006 bis 2013 für Tanzania–Zambia Railway, erst als leitender Rechtsberater und zuletzt als stellvertretender Geschäftsführer. Seit 2013 ist er Dozent an der Fakultät für Rechtswissenschaften der Open University of Tanzania, von 2016 bis 2017 war er dort auch Dekan.

## Politik
Damas Ndumbaro trat 1978 der Jugendorganisation der Partei Chama Cha Mapinduzi bei, 1989 wurde er deren Schulvertreter und seit 1992 ist er Parteimitglied. Seit 2018 ist er Parlamentsmitglied, im gleichen Jahr wurde er Vize-Minister im Ministerium für auswärtige Angelegenheiten und ostafrikanische Zusammenarbeit.
Er wurde 2020 von Präsident John Magufuli als Minister für natürliche Ressourcen und Tourismus vereidigt und behielt seine Position auch nach dessen Tod und Übernahme der Amtsgeschäfte durch Samia Suluhu Hassan. Im Rahmen einer Kabinettsumbildung übernahm er 2022 die Verfassungs- und Rechtsangelegenheiten.